# Isabella Bannerman
Isabella Bannerman   (Buffalo, 1961) és una dibuixant de còmics nord-americana coneguda pel seu paper com una de les col·laboradores de la tira còmica sindicada Six Chix (on proporciona el panell de dilluns).
La carrera de dibuixos animats de Bannerman va començar el 1987, quan va guanyar un concurs de dibuixos animats al San Francisco Bay Guardian.
Bannerman va ser coeditor (juntament amb Ann Decker i Sabrina Jones) de GirlTalk, una antologia de còmics de quatre números de còmics autobiogràfics de dones publicada per Fantagraphics el 1995–1996. El 1997, GirlTalk va ser nominada a "Lulu de l'any" per Friends of Lulu (perdent davant The Great Women Superheroes, de Trina Robbins).
També ha treballat a la indústria de la televisió, com a animadora a Doug.

## Premis
El 2012, Bannerman va guanyar el concurs de dibuix de la Union of Concerned Scientists.
El 2014, va guanyar el premi divisional de la National Cartoonists Society a la millor tira còmica de diari.